# Ekspedycja 29
Ekspedycja 29 – 29 załogowa ekspedycja do Międzynarodowej Stacji Kosmicznej. Ekspedycja rozpoczęła się wraz z oddokowaniem Sojuz TMA-21 16 września 2011. Od tego momentu astronauci: Satoshi Furukawa, Michael Fossum i Siergiej Wołkow, którzy przybyli do stacji w czerwcu 2011 przejęli obowiązki jako 29 ekspedycja. Skład załogi uzupełnili dokując do stacji 16 listopada 2011 statkiem Sojuz TMA-22 astronauci: Anton Szkaplerow (Roskosmos), Anatolij Iwaniszyn (Roskosmos) i Daniel Burbank (NASA). Zmiana zakończyła się odlotem statku Sojuz TMA-02M 21 listopada 2011 z pierwszymi członkami tej ekspedycji – Fossumem, Furukawą i Wołkowem. Wówczas astronauci, którzy przylecieli statkiem Sojuz TMA-22, przejęli miano 30 ekspedycji.

## Załoga
Załoga stacji składała się z sześciu członków, którzy przebywali na niej wspólnie od września do listopada 2011 roku (liczba w nawiasie oznacza liczbę lotów odbytych przez każdego z astronautów, łącznie z Ekspedycją 28):
- Siergiej Wołkow (2), Dowódca – Roskosmos
- Michael Fossum (3), Inżynier pokładowy 1 – NASA
- Satoshi Furukawa (1), Inżynier pokładowy 2 – JAXA
- Anton Szkaplerow (1), Inżynier pokładowy 3 – Roskosmos
- Anatolij Iwaniszyn (1), Inżynier pokładowy 4 – Roskosmos
- Daniel Burbank (2), Inżynier pokładowy 5 – NASA